# Кавул
Кавул (хебр. כָּבּוּל; арап. كابول) јесте израелски град претежно насељен Арапима. Припада Северноме округу Израела, удаљен је 14 километара југоисточно од Акре и северно од Шефа Амра. Године 2019. имао је 14.095 становника.

## Повест

### Класично доба
Кавул је вероватно исти онај град који се спомиње у Светоме писму, први је спомиње Исус Навин, а потом се појављује и у Првој књизи о царевима.
У Кабулу су пронађени фрагменти грнчарије из персијскога периода као и ископане гробне коморе, коришћене од 1. до 4. века.
У римско доба, Јосиф Флавије назива град „Каволо“ (Chabolo) у којем се улогорио. Описао га је као део са којег су вршени упади у Галилеју.
Пронађени су уломци са краја хеленистичко-раноримског периода, римског и византијског периода и купатило (које је доцније ископано) које датира из византијског доба, а коришћено је и у ери Омајада.